# Rock and roll (Led Zeppelin)
Rock and roll is een nummer van de Britse rockband Led Zeppelin. Het is het tweede nummer van hun vierde album Led Zeppelin IV (1971). Het nummer werd in 1972 in Nederland uitgebracht op single met op de B-kant het nummer "Four sticks". Ian Stewart speelt piano op het nummer.

## Geschiedenis
Volgens gitarist Jimmy Page kwam het nummer tot stand tijdens een jamsessie, die eigenlijk tot doel had om het nummer "Four sticks" af te ronden. Drummer John Bonham speelde een introductie en Page voegde daar een gitaarriff aan toe. De opname apparatuur in de studio stond nog aan en even later stond de basis van "Rock and roll" op tape. Het nummer was zo goed als af in ca. dertig minuten. De voorlopige titel luidde "It’s been a long time".
"Rock and roll" is een van de weinige Led Zeppelin nummers waarbij alle vier de leden als componist vernoemd worden.

## Live uitvoeringen
"Rock and roll" werd vanaf 1971 t/m 1980 tijdens elk liveoptreden gespeeld. In het begin werd het nummer door Robert Plant aangekondigd als "It's been a long time". Dit is de eerste regel van het nummer en ten tijde van de studio opname de zg. werktitel.
Vanaf 1972 t/m 1975 was "Rock and roll" het openingsnummer bij alle liveoptredens. In 1977, tijdens de USA-tour werd het als toegift gespeeld, in combinatie met Whole lotta love. In 1979 en 1980 werd het in zijn geheel als toegift gespeeld.
Zanger Robert Plant had tijdens liveoptredens de gewoonte om het derde couplet vóór het tweede te zingen.
Een live-uitvoering van het nummer vanuit Madison Square Garden in juli 1973, werd gebruikt voor de concertfilm The song remains the same en het bijbehorende livealbum. Op het livealbum How the West was won (2003) staat een live-uitvoering die opgenomen is op 27 juni 1972, in de Long Beach Arena in Californië.
In 1985 speelden Jimmy Page, Robert Plant en John Paul Jones het nummer tijdens het Live Aid concert in Philadelphia (USA). Ze werden bijgestaan door drummers Phil Collins en Tony Thompson. "Rock and roll" werd ook gespeeld als laatste toegift op 10 december 2007 tijdens het herdenkingsconcert voor Ahmet Ertegün in de O2 Arena in Londen.
Op 7 juni 2008 speelden Jimmy Page en John Paul Jones het nummer (gevolgd door Ramble on) samen met Dave Grohl en Taylor Hawkins resp. zanger en drummer van Foo Fighters tijdens een liveoptreden van deze band in het Wembley stadion in Londen.

## Bezetting
- Robert Plant - Leadzang
- Jimmy Page - Gitaar
- John Paul Jones - Basgitaar
- John Bonham - Drums
- Ian Stewart - Piano

## Cover-versies
Rock and roll is door diverse artiesten gecoverd. De bekendste zijn:
| Artiest                                                        | Album                                           | Jaar |
| -------------------------------------------------------------- | ----------------------------------------------- | ---- |
| Heart                                                          | Greatest Hits - Live                            | 1980 |
| Great White                                                    | Recovery: Live!                                 | 1987 |
| Jerry Lee Lewis, Jimmy Page                                    | Last Man Standing - The Duets                   | 2006 |
| Stevie Nicks                                                   | Crystal visions - The very best of Stevie Nicks | 2007 |
| Vanilla Fudge                                                  | Out Through the In Door                         | 2007 |
| Steve Lukather, Michael White, Billy Sherwood, Vinnie Colaiuta | The Ultimate Tribute to Led Zeppelin            | 2008 |
| CC Coletti                                                     | Bring It On Home                                | 2013 |

## NPO Radio 2 Top 2000
| Nummer met noteringen in de NPO Radio 2 Top 2000 | '16  | '17  | '18  | '19  | '20  | '21  | '22  |
| ------------------------------------------------ | ---- | ---- | ---- | ---- | ---- | ---- | ---- |
| Rock and Roll                                    | 1565 | 1647 | 1592 | 1563 | 1769 | 1769 | 1882 |

1. ↑  Een vetgedrukt getal geeft de hoogste notering aan.
2. ↑  2016 was het eerste jaar met een notering voor dit nummer.
3. ↑  Deze tabel is bijgewerkt tot en met de laatste editie (2024).